# CenturyLink Arena Boise
CenturyLink Arena Boise est une salle omnisports de Boise dans l'État d'Idaho aux États-Unis. Elle est la patinoire de les Steelheads de l'Idaho de l'ECHL depuis 1997, et le Stampede de l'Idaho de la NBA Development League au cours de la saison 2001 et à nouveau de 2005 à 2016.
Elle disposera de 39 suites de luxe, 1100 sièges de Première club, debout espace de la pièce pour 200 personnes, un restaurant donnant sur l'arène, et 9 stands de concession. Aussi, elle est physiquement connectée à l'Hôtel Grove. Il y a deux tableaux d'affichage et un écran vidéo Daktronics ProStar.
Avant août 18, 2011, elle était connue comme Qwest Arena, mais en raison de prise de contrôle CenturyLink de Qwest Communications, le lieu a été rebaptisé.

## Événements
- Le Match des étoiles de la Continental Basketball Association en 2006
- Le Match des étoiles de l'ECHL en 2007
- Le Showcase de la NBA Development League en 2007 et 2009